# Masanori Sanada
Masanori Sanada (真田雅則?, Sanada Masanori; Shizuoka, 6 marzo 1968 – 6 settembre 2011) è stato un calciatore giapponese, di ruolo portiere.

## Biografia
Nato a Shizuoka, diviene calciatore e con la nazionale di calcio del Giappone partecipa alla Coppa d'Asia 1988.
Il 2 settembre 2011 viene trovato in gravi condizioni nella sua casa di Shizuoka, a causa di una grave insufficienza cardiaca che lo porterà alla morte quattro giorni dopo.

## Carriera

### Club
Cresciuto nella sezione calcistica dell'università di Juntendo, passa nel 1990 all'All Nippon Airways. Nel 1992 passa al Shimizu S-Pulse, sodalizio in cui militerà sino al 2004.

### Nazionale
Sanada venne selezionato per fare parte della spedizione nipponica alla Coppa d'Asia 1988, giocando tre dei quattro incontri disputati dal Giappone. È da notare però che la Federazione calcistica del Giappone non riconosce l'incontro come ufficiale, dato che fu giocato dalla seconda squadra.